# Viktor Josifov
Viktor Josifov (in bulgaro Виктор Йосифов?; Omurtag, 16 ottobre 1985) è un pallavolista bulgaro, centrale dello Czarni Radom.

## Carriera
La carriera di Viktor Josifov è cominciata nel 2008 quando è entrato a far parte del Černo More: nel 2009 ottiene le prime convocazioni in nazionale, con la quale, nello stesso anno, partecipa al campionato europeo, vincendo la medaglia di bronzo.
Nella stagione 2009-10 si trasferisce in Italia per vestire la maglia della M. Roma Volley, in Serie A2, dove ottiene il successo nella Coppa Italia di categoria e la promozione in Serie A1, categoria dove milita poi nella stagione successiva, sempre con la stessa squadra.
Nella stagione 2011-12 viene ingaggiato dalla Modena Volley, mentre in quella successiva passa alla neo-promossa New Mater Volley di Castellana Grotte. Lascia poi l'Italia nella stagione 2013-14 per accasarsi al Verein für Bewegungsspiele Friedrichshafen, nella 1.Bundesliga tedesca, aggiudicandosi la Coppa di Germania.
Dopo un campionato in Russia al Volejbol'nyj Klub Gubernija, ritorna in Italia nella stagione 2015-16 difendendo i colori della Top Volley di Latina, in Serie A1: resta nella stessa divisione anche per la stagione successiva giocando per la Pallavolo Piacenza, dove gioca per due annate.
Nella stagione 2018-19 si accasa al Milano, sempre in Serie A1. Nella stagione 2020-21 si trasferisce per la prima volta in Polonia, venendo tesserato dallo Czarni Radom.

## Palmarès

### Club
- Coppa di Germania: 1

2014-15
- Coppa Italia di Serie A2: 1

2009-10

### Nazionale (competizioni minori)
- Memorial Hubert Wagner 2016

### Premi individuali
- 2009 - Campionato europeo: Miglior muro
- 2013 - Serie A1: Miglior muro[1]
- 2015 - Campionato europeo: Miglior centrale
- 2016 - Superlega: Miglior muro[1]
- 2018 - Superlega: Miglior muro[1]
- 2020 - Qualificazioni europee ai Giochi della XXXII Olimpiade: Miglior centrale